# セルフコンパッション
セルフ・コンパッション（英: self-compassion、自己へのコンパッション）とは、自らの欠点、失敗、または人生におけるさまざまな苦しみに直面した時に、自分自身へコンパッション（思いやり）を実践することである。クリスティン・ネフの定義によれば、セルフコンパッションは「自分への優しさ」、「共通の人間性」、および「マインドフルネス」という3つの主要な要素で構成されている。健康、幸福のためのセルフコンパッションは、近年学界で強く推奨されている。

## 内容
- 自分への優しさ：苦しみや悲しみ、自らの欠点などに直面したときに、それらを無視したり、自己批判することでさらに自分を傷つけたりするのではなく、自分自身に温かい態度で接すること。
- 共通の人間性：苦しみや失敗を「自分だけの経験」として認識し、自分を孤独に追い込むのではなく、人間の共通の経験の一部であると認識すること。
- マインドフルネス[9]：感情が過度に抑制されたり誇張されたりしないためには、否定的な感情に対してバランスの取れたアプローチを取る必要がある。否定的な考えや感情をオープンにして、マインドフルな意識の中で観察する。マインドフルネスとは、個人が自分の考えや感情を抑制したり否定したりすることなく、そのまま観察する、良し悪しの判断をしない受容的な精神状態のことである[10]。逆に、マインドフルネスにおいて、精神的または感情的な現象で嫌悪感情を引き起こさないためにも「過剰に識別」しないことを必要とする[11]。この後者のタイプの反応は、自分の否定的な感情に焦点を絞り、反芻することを含んでいる[12]。

セルフコンパッションとは、言い換えれば、クライアントと自分の両方に適用される「無条件の前向きな配慮」というカール・ロジャーズの概念に似ている。また、アルバート・エリスの「無条件の自己受容」、マリヘレン・スナイダー（Maryhelen Snyder）の「好奇心と思いやり」に関する自分の経験を探求した「内なる共感者」の概念、アン・ワイザー・コーネルの穏やかな概念や、ジュディス・ジョーダンの「自己共感」の概念にも似ている。これは自己に対する受容、ケア、共感を意味する。
研究によると、性別に関係なく、自分の性別に最も似ている人は、自己同情の度合いが強いという。
セルフコンパッションは、自己憐憫（Self-pity）とは異なる。自己憐憫とは、不幸は自分だけに起こるのかのように感じ、自らを被害者であると信じている人、不利な状況に対処する自信と能力を欠いている人の精神状態または感情的反応である。
研究によれば、セルフコンパッションのある人は、それがない人よりも大きな心理的健康を得ている。たとえばセルフコンパッションは、人生の満足、知恵、幸福、楽観主義、好奇心、学習目標、社会的つながり、個人的責任およびレジリエンスとポジティブに相関している。同時に、自己批判、鬱病、不安、反芻、思考抑制、完璧主義および摂食障害の傾向の低下とも関連している。